# Can Ravella (Ordal)
Can Ravella és una masia de l'Ordal, al municipi de Subirats (Alt Penedès), catalogada com a bé cultural d'interès local.

## Història
Sembla que té els seus orígens als segles xiii-xiv, si bé les primeres notícies documentals segures són del segle xv, quan el propietari era Pere Ravella, que prenia part en la política municipal. Ja al segle xviii, Antoni Ravella va morir solter, nomenant hereu Josep Ravella i Feu, amb l'obligació d'enderrocar la vella capella d'Ordal i fer-ne una de nova, ja que el poble no tenia església pròpia i depenia de la de Sant Pere del Castell de Subirats. La nova masia, de mida més gran que la projectada, es va construir entre 1777 i 1780.
Josep Ravella i Feu va morir el 3 d'agost de 1793, deixant els seus béns a Anton Ravella i Busquets. Entre el 21 de desembre de 1808 i el 27 de març de 1809, durant la Guerra del Francès, s'hi va allotjar el comandant d'una guarnició francesa, que saquejà la capella de Sant Esteve de Can Ravella, van cremar les portes i finestres de l'hostal de Can Ravella, la casa Parellada i altres cases del poble. El 1819, Antoni Ravella comprà la masia de Can Bou de Lavern i les terres del seu voltant. A la seva mort sense fills el 1829, el seu patrimoni fou heretat per la seva neta Josepa Tos i Ravella, que es casà amb Ramon d'Olzinellas i Romero.
L'hereu fou el seu fill Hermenegild d'Olzinellas i Tos, a qui el 1883 el papa Lleó XIII concedí el títol de comte d'Olzinellas. La seva germana Concepció es va casar amb Pelagi de Camps i de Matas, marquès de Camps (1828-1889), i va heretar la masia el seu fill Carles de Camps i d'Olzinellas (1860-1939), enginyer forestal, els descendents del qual encara tenen la propietat.

## Descripció
Gran masia senyorial, composta de planta baixa i pis i envoltada de jardins. Totes les obertures tenen emmarcaments de pedra; la porta principal és d'arc rebaixat, i al primer pis són tots balcons.
Hi destaquen dues torres adossades amb coberta de pavelló i una tercera coronada amb merlets. Adossat a l'edifici principal hi ha un cos lateral amb galeria d'arcades de mig punt adossada. A la torre principal les obertures són diferents, finestres petites amb arc de mig punt. A la part superior de la façana, sota de la cornisa, s'obren tres ulls de bou amb rajoles vidriades de decoracions geomètriques.
A l'altra banda de la carretera s'aixeca la capella de Sant Esteve de Can Ravella, actualment dedicada a Sant Sebastià, i que data del segle xv.